# キュブラ・チャルシュカン
キュブラ・チャルシュカン（Kübra Çalışkan、旧姓はアクマン、女性、1994年10月13日 - ）は、トルコのバレーボール選手。ポジションはミドルブロッカー。トルコ代表。

## 来歴
2011年、ジュニア代表としてU-18 欧州選手権、ユース世界選手権で金メダルを獲得した。2012年に地元で行われたジュニア欧州選手権で優勝を果たした。また、同年にシニア代表に初選出され、ヨーロッパリーグで代表デビューした。
2014年から本格的に代表でプレーし、同年7月のヨーロッパリーグで金メダルを獲得、自身もMVPに選ばれた。同年8月のワールドグランプリではスタメン起用されると、予選ラウンドのベストブロッカー部門で1位となる活躍を見せた。2015年8月に開催されたU23世界選手権で銀メダルを獲得し、自身もベストミドルブロッカーを受賞した。
2013-14シーズンからワクフバンクSKに所属。2017年5月の世界クラブ選手権で優勝に大きく貢献し、自身もベストミドルブロッカー賞を受賞した。

## 球歴
- 世界選手権 - 2014年
- ワールドグランプリ - 2014年、2015年、2017年
- ネーションズリーグ - 2019年

## 受賞歴
- 2014年 - ヨーロッパリーグ　MVP
- 2015年 - U23世界選手権 ベストミドルブロッカー
- 2016年 - リオ五輪欧州大陸予選 ベストミドルブロッカー
- 2017年 - 世界クラブ選手権 ベストミドルブロッカー賞

## 所属クラブ
- ニルフェル・ベレディイェスポル（2010-2013年）
- ワクフバンクSK（2013-2023年）
- トゥルク・ハヴァ・ヨラーリ（2023-2024年）
- Zeren SK（2024-）